# Alliance italo-prussienne

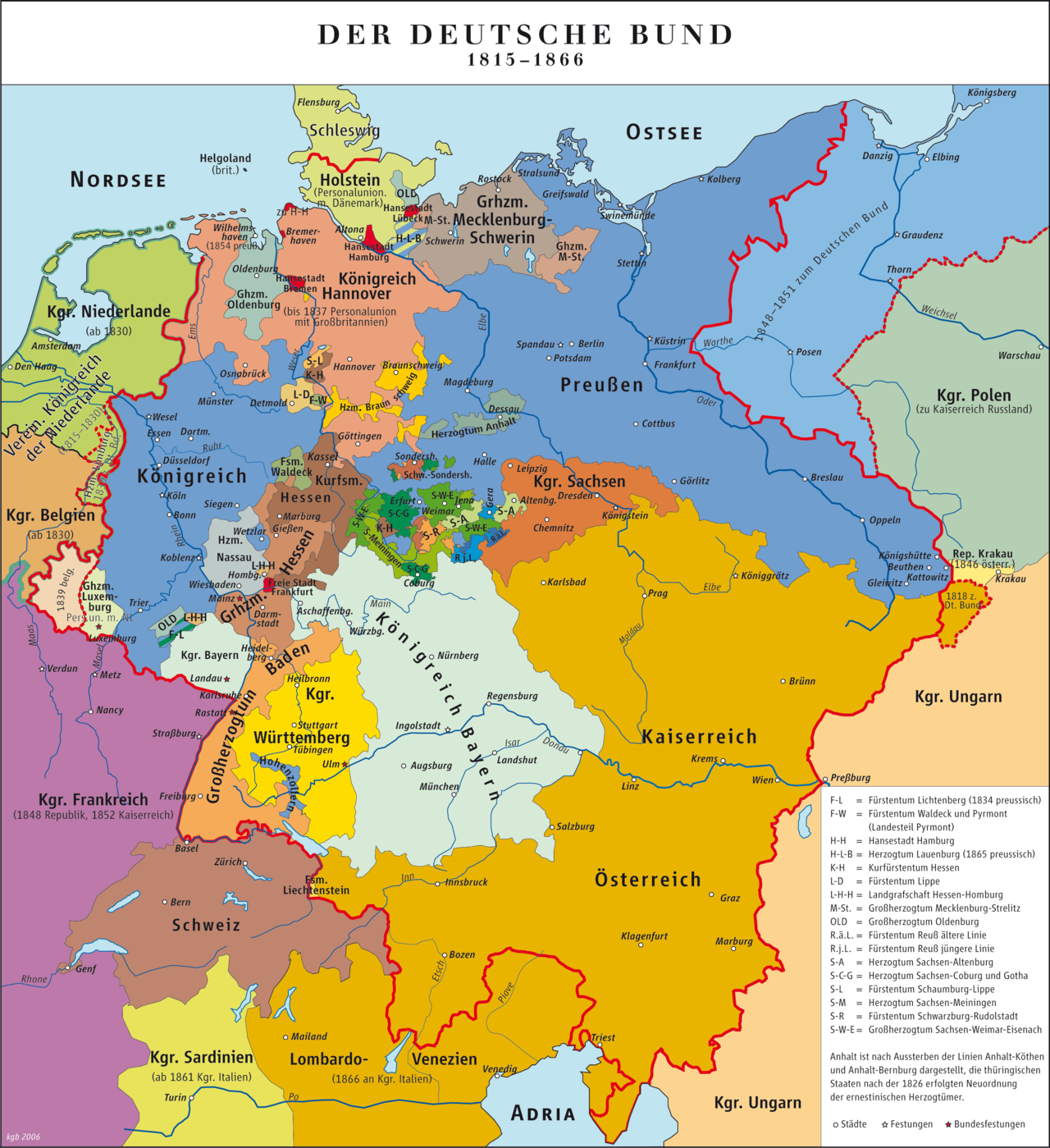
Situation de l'Autriche, de la Prusse et de l'Italie septentrionale.

L'alliance italo-prussienne est un pacte militaire signé par le royaume d'Italie et le royaume de Prusse le 8 avril 1866. Il établit les modalités de l'entrée en guerre des deux nations contre l'empire d'Autriche et les compensations respectives en cas de victoire. Pour l'Italie, la compensation serait la Vénétie, pour la Prusse des territoires de l'Autriche.
L'alliance débouche sur la guerre austro-prussienne qui sur le front italien prend le nom de la troisième guerre d'indépendance. À la fin de la guerre, grâce aux victoires de la Prusse, et malgré les défaites de Custoza et Lissa, l'Italie obtient la Vénétie. La Prusse, quant à elle, étend son influence sur l'ensemble de l'Allemagne au nord du Main rassemblé au sein de la confédération de l'Allemagne du Nord.

## Le contexte (1859-1866)

### En Italie
Après l'armistice de Villafranca du 1er juin 1859 qui met fin à la deuxième guerre d'indépendance italienne et laisse la Vénétie à l'Autriche, Cavour pense que la libération de cette province pourrait être obtenue grâce à un accord avec la Prusse. Cette nation aussi exprime des ressentiments à l'égard l'Autriche qui a obtenu, au congrès de Vienne, que la Confédération germanique appartienne à sa sphère d'influence.
Le Président du Conseil Cavour, en janvier 1861, quelques mois avant sa mort, envoie dans la capitale prussienne Berlin le général Alfonso La Marmora, avec la mission officielle de représenter le royaume d'Italie au couronnement du roi Guillaume Ier. La mission a également le but secret de sonder les intentions du gouvernement prussien sur un éventuel accord contre l'Autriche. La mission échoue surtout en raison du conservatisme de la Prusse qui se méfie d'une nation que les dirigeants prussiens considèrent comme trop libérale.
Au cours de la période 1861-1866, l'Italie fait plusieurs tentatives pour obtenir la Vénétie de l'Autriche qui, ne reconnaissant pas le nouveau royaume, oblige le gouvernement italien à chercher la médiation de la France ou du Royaume-Uni. À cette fin, un premier contact est établi par Giuseppe Pasolini en décembre 1863 et un second par La Marmora en novembre 1864. Les deux tentatives, cependant, ne donnent aucun résultat.
En octobre 1865, la diplomatie italienne mène une dernière action pour obtenir la Vénétie sans effusion de sang. La Marmora autorise le comte Alessandro Valeri Malaguzzi à ouvrir des négociations secrètes avec l'Autriche, afin de lui offrir une grosse somme d'argent en échange de la région. Cette mission aussi échoue.

### En Prusse

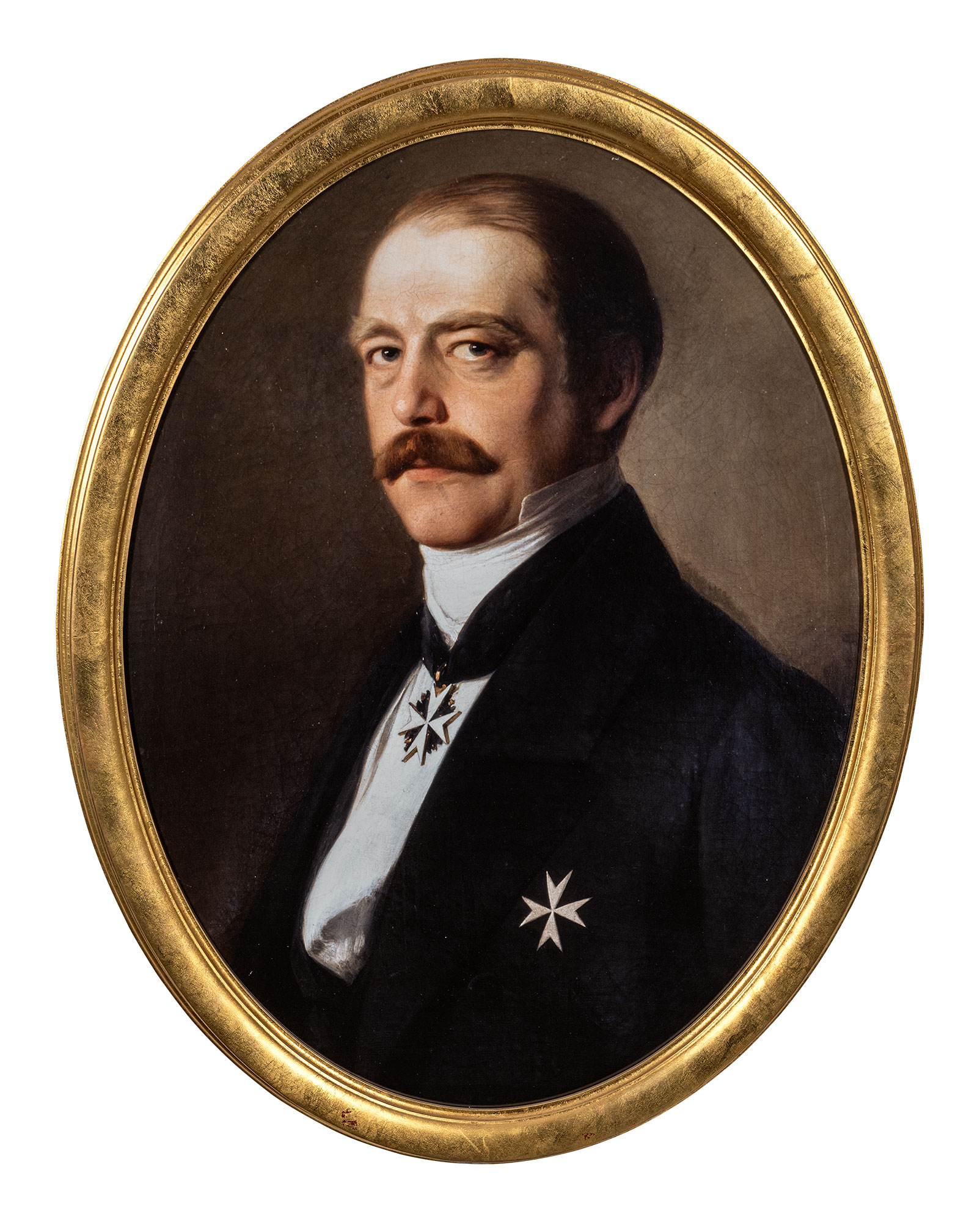
Le ministre-président de Prusse Otto von Bismarck.

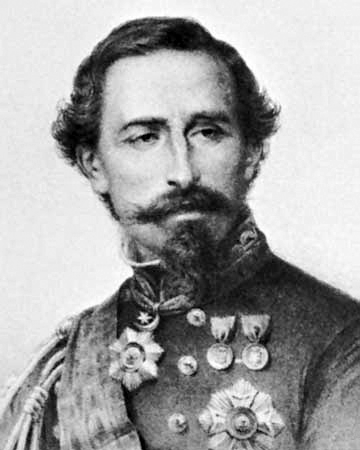
Le Premier ministre italien Alfonso La Marmora.

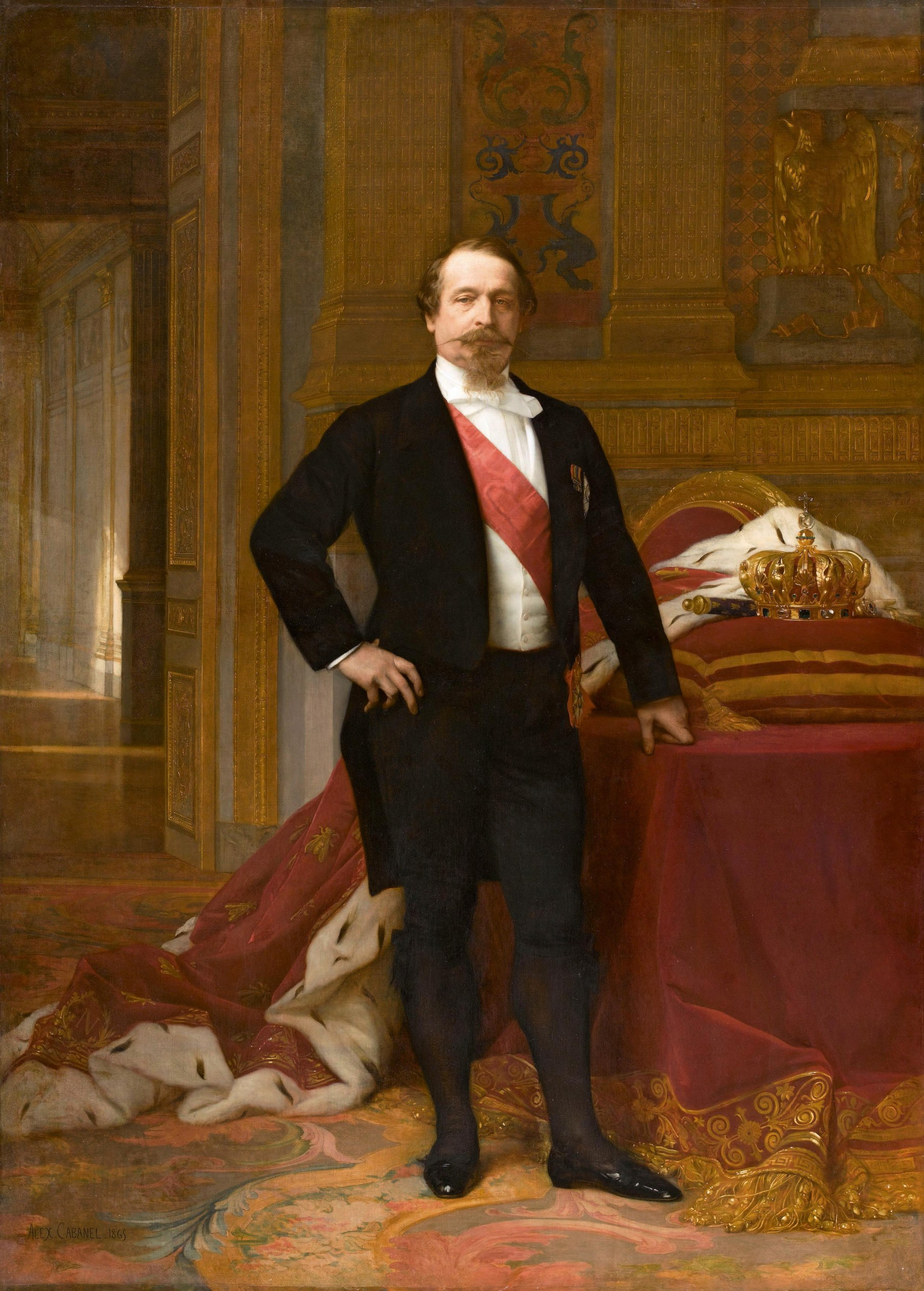
Napoléon III.

Trois ans après son arrivée au pouvoir en Prusse, en 1865, le ministre-président Otto von Bismarck  décide de mettre fin à l'influence de l'Autriche sur l'Allemagne par la guerre. Il tente une approche avec la France et l'Italie.
À la fin de juillet 1865, il demande au Premier ministre La Marmora par son diplomate, Karl von Usedom, à Florence (alors capitale), quelle attitude aurait l'Italie en cas de conflit austro-prussien. La réponse de La Marmora est prudente : pour ne pas s'aliéner un vieil allié, il déclare qu'il ne peut pas prendre d'engagements sans connaître les intentions de Napoléon III.
Interrogé le 13 août 1865 sur le sujet par l'ambassadeur italien à Paris Costantino Nigra, le ministre français des Affaires étrangères Drouyn de Lhuys rapporte que la France en cas de guerre austro-prussienne resterait neutre et qu'elle ne s'opposerait pas à une implication de l'Italie en faveur de la Prusse,.
Pendant ce temps, pas du tout découragé par le climat qui devient plus distant entre la Prusse et Autriche avec le convention de Gastein, Bismarck, en septembre, confirme au représentant italien à Berlin, Quigini Pulica que la confrontation est seulement repoussée. Cependant, pour arriver à la guerre sans risquer d'être attaqué par des puissances voisines, il obtient l'attitude bienveillante de la Russie et le désintérêt du Royaume-Uni. Il ne lui reste, par conséquent, qu'à consulter lui aussi la France.
Bismarck et Napoléon III se rencontrent à Biarritz et Paris en octobre et novembre 1865, rencontre au cours de laquelle l'empereur français confirme sa neutralité. Le 2 novembre 1865, à Paris, Bismarck confie à Costantino Nigra qu'il faut aller vite parce que les finances de l'Autriche sont dans une situation difficile alors que celles des Prussiens sont en meilleur état.
De retour de la France, Bismarck provoque une détérioration des relations austro-prussiennes ; tout d'abord par des incidents dans les duchés danois objets de la guerre des Duchés, puis, le 26 janvier 1866, en envoyant à l'Autriche une note sévère de protestation l'accusant de comploter avec les Augustenbourg, prétendants au trône des duchés. Le 7 février, le ministre autrichien des Affaires étrangères, Alexandre de Mensdorff-Pouilly, à son tour, proteste contre l'ingérence prussienne dans l'administration du duché de Holstein et contre l'intolérable climat créé par la Prusse. Enfin, à Berlin, le 26 février 1866, le Conseil de la Couronne prussienne décide la guerre de Prusse contre l'Autriche et une alliance avec l'Italie.

## Les négociations
Au cours du Conseil privé de 28 février 1866, la Prusse décide de demander au gouvernement italien d'envoyer un officier à Berlin pour traiter les questions d'une éventuelle alliance militaire, tandis qu'un Prussien serait envoyé à Florence. En Italie, la mission est confiée au général Giuseppe Govone qui, le 10 mars 1866, arrive à Berlin.
Le général quitte Florence avec peu d'instructions, et à l'issue de sa première entrevue avec Bismarck, il en ressort avec une impression très peu encourageante. Le Premier ministre prussien propose, en fait, un traité générique avec l'Italie, dépourvu d'éléments concrets, qui semble plus approprié pour intimider l'Autriche afin d'obtenir des avantages sur la question des duchés danois.
Au cours de ses journées, une nouvelle arrive de Saint-Pétersbourg selon laquelle la Russie s'oppose à une proposition française visant à donner à l'Autriche les principautés danubiennes (de plus en plus indépendantes du protectorat turc) en échange de la Vénétie à l'Italie.
Le ministre britannique des Affaires étrangères, Clarendon, et le gouvernement autrichien expriment la même perplexité.
L'attention se concentre de nouveau sur Bismarck et sa proposition. Le Premier ministre rencontre comme opposition à ses projets belliqueux aussi bien la cour de Guillaume I, que son pays. Pour ces raisons, il ne peut établir un traité réciproque avec l'Italie avec pour objectif une guerre décisive ce que désire La Marmora. Cependant, l'insistance de Napoléon III à saisir l'opportunité de conclure un traité persuade les Italiens de mettre de côté leurs réserves. Depuis Paris, Costantino Nigra écrit à La Marmora, le 23 mars, que Napoléon III conseille à l'Italie d'accepter l'alliance avec la Prusse et qu'il ne permettrait pas à l'Autriche d'attaquer l'Italie dans le cas où la Prusse se retirerait du conflit.

## La signature et le texte du traité
Après avoir pris connaissance de la trame du traité de Bismarck, le 28 mars 1866, le Premier ministre La Marmora télégraphie à son représentant à Berlin, Giulio De Barral, pour lui communiquer le sentiment favorable que rencontre le projet à Florence. Le 31 mars, une autre communication de Costantino Nigra à La Marmora l'informe de l'intérêt de Napoléon III d'une guerre pour trouver le moyen d'étendre les frontières de la France sur le Rhin, et l'assurance que si l'Autriche agressait l'Italie pour première, la France interviendrait contre l'Autriche.
Il ne reste qu'à conclure. Le traité d'alliance italo-prussien est signé à Berlin, le 8 avril 1866, par Barral et Govone pour l'Italie, et Bismarck pour la Prusse. Voici le texte :
[…]
- Art. 1. Il y aura amitié et alliance entre S.M. le Roi d'Italie et S.M. le Roi de Prusse.
- Art. 2. Si les négociations que le Roi de Prusse est sur le point d'ouvrir avec d'autres Gouvernements allemands en vertu d'une réforme de la Constitution fédérale conforme aux besoins de la Nation allemande ne réussissent pas et que S.M. par conséquent soit contraint de prendre les armes pour faire valoir ses propositions, S.M. le Roi d'Italie, après l’initiative prise par la Prusse, à peine en sera-t-elle informée, en vertu de la présence convention, déclarera la guerre à l'Autriche.
- Art. 3. À partir de ce moment, la guerre sera poursuivie par Leurs Majestés avec toutes les forces que la Providence a mises à leur disposition, et ni l’Italie ni la Prusse pourrait conclure une paix ou un armistice sens un accord mutuel.
- Art. 4. L'accord [pour une paix ou pour un armistice] ne pourra être refusé lorsque l'Autriche aura accepté de céder le Royaume lombard-vénitien et à la Prusse, des territoires autrichiens équivalents en population au dit Royaume.
- Art. 5. Ce traité cessera si trois mois après sa signature, la Prusse n'a pas déclaré la guerre à l'Autriche.
- Art. 6. Si la flotte autrichienne quitte l'Adriatique avant la déclaration de la guerre, S.M. le Roi d'Italie enverra un nombre suffisant de vaisseaux dans la Baltique, où ils stationneront afin d'être prêts à s'unir à la flotte prussienne, à peine les hostilités débutées.

## La proposition autrichienne de la cession de la Vénétie

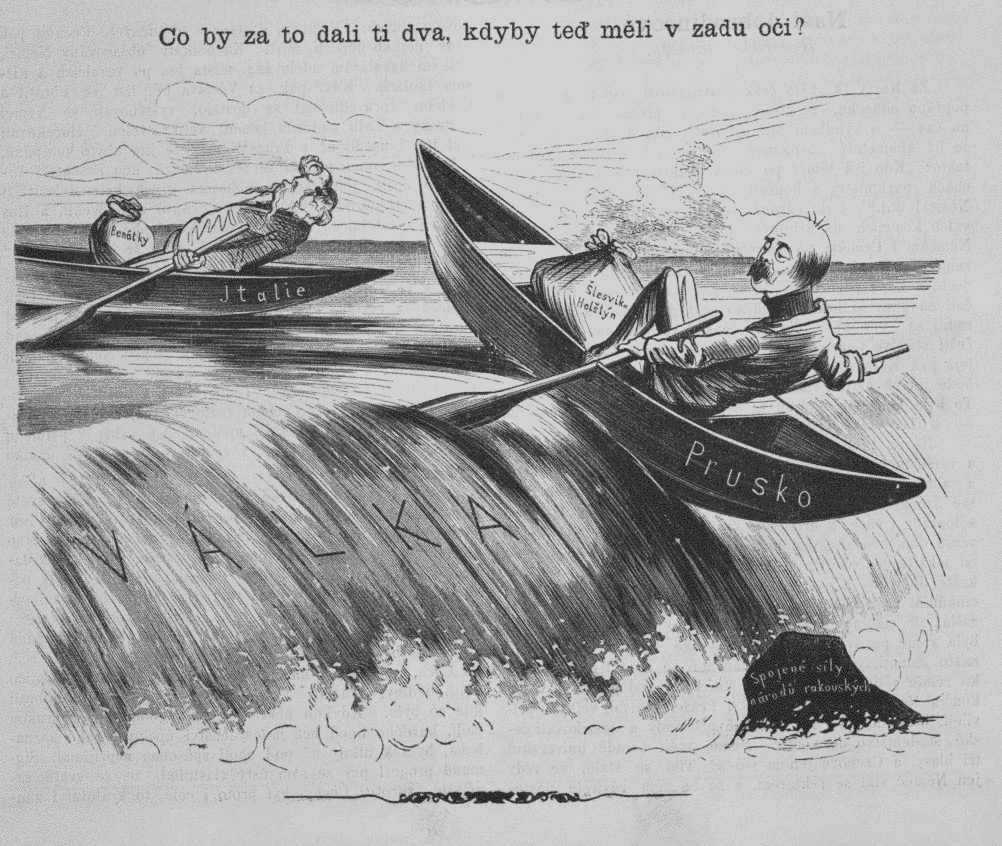
Une satire sur l'alliance italo-prussienne du journal autrichien Humoristické listy (9 mai 1866). En tchèque, l'auteur se demande : Que donneraient les deux pour voir aussi à l'arrière, Victor-Emmanuel II dans la barque avec le poids de la Vénétie et Bismarck avec le poids des duchés danois précipités vers la guerre (Valka) et contre le rocher des forces unies de l'empire d'Autriche.

À la nouvelle d'un traité entre l'Italie et la Prusse, l'Autriche fait diverses tentatives pour rompre l'alliance. La plus sérieuse est une proposition de céder la Vénétie à la France (l'Autriche n'a pas de relations officielles avec l'Italie), en échange de la neutralité française et italienne en cas de conflit entre l'Autriche et la Prusse.
La proposition est faite par le gouvernement autrichien à Napoléon III qui en informe, le 4 mai 1866, Costantino Nigra. ce dernier, le jour d'après télégraphie à La Marmora. L’offre est liée à la non-intervention de la France et de l'Italie en faveur de la Prusse et comprend les points suivants :
- Cession de la Vénétie à la France qui à son tour l'aurait cédée à l'Italie, la cession aurait compris les forteresses du quadrilatère ;
- Paiement d'une somme d'argent de la part de l'Italie qui aurait été destinée à construire des fortifications autrichiennes sur la nouvelle frontière ;
- l'occupation autrichienne de la Silésie prussienne.

L'offre semble intéressante pour La Marmora, d'autant plus que le traité conclu avec la Prusse ne prévoit pas de réciprocité, en ce sens qu'il n'oblige pas la Prusse à secourir l'Italie en cas de déclenchement des hostilités entre l'Autriche et l'Italie. La proposition n'est, cependant, pas sans inconvénients. Premièrement, l'Italie violerait, ainsi, l'accord avec la Prusse qui deviendrait alors son ennemi. Deuxièmement, l'Italie aurait un engagement avec la France pour la cession de la Vénétie. Troisièmement, l'offre de Vienne est liée à l'occupation autrichienne de la Silésie, ce qui semble être tout à fait problématique.
La Marmora veut sonder la Prusse sur son comportement en cas d'une attaque préventive de l'Autriche contre l'Italie, afin de décider de l'offre de Vienne. Il reçoit, le 7 mai, de l'ambassadeur De Barral, la réponse selon laquelle aussi bien Bismarck que Guillaume I, bien que le traité ne le prévoie pas explicitement, donnent leur assurance que la Prusse aiderait l'Italie en cas d'attaque autrichienne. Ainsi rassuré, après un échange de points de vue avec  Govone et Nigra (tous deux opposés à accepter l'offre), La Marmora, décide de rejeter la proposition autrichienne. Govone, arrivé à Florence le 14 mai, repart aussitôt pour Paris.

## Les manœuvres deNapoléonIII
De plus, l'alliance italo-prussienne doit affronter une autre difficulté. Napoléon III, qui commence à douter des avantages que la France gagnerait à une guerre entre l'Autriche et la Prusse, envisage un congrès européen qui doit aborder les questions en suspens : la Vénétie, les duchés danois et la réforme de la confédération germanique. Pour ce dernier point, il aurait évoqué un État neutre sur le Rhin au bénéfice de la France. L'Autriche, de plus en plus convaincue que seule la guerre peut lui permettre d'obtenir la Silésie en échange de la Vénétie, refuse, mettant fin à la proposition française.
Le 12 juin 1866, Napoléon III réussit, cependant, à arracher à Vienne un accord par lequel l'Autriche lui céderait la Vénétie en cas de victoire de la Prusse. En retour, la France n'interviendrait pas contre l'Autriche et aurait incité l'Italie à faire de même.

## La guerre austro-prussienne

Une lithographie prussienne célébrant la victoire de Sadowa.

Avec la promesse de neutralité de la France, l'Autriche se prépare à la guerre. Dès le 1er juin 1866, contrevenant aux accords de Gastein, elle considère la Diète de Francfort compétente sur les décisions concernant les duchés danois. Le gouvernement russe déclare que la convention de Gastein n'est pas respectée et occupe militairement le duché de Holstein, attribué par la convention à l'Autriche et dont les troupes se retirent sans résister. Le 12 juin, jour de l'accord avec la France, Vienne rompt ses relations diplomatiques avec Berlin et, le 14 juin, présente à la Diète une motion appelant à la mobilisation fédérale contre la Prusse. Celle-ci déclare la Confédération germanique dissoute et le 15 juin, elle fait avancer l'armée vers le sud envahissant la Saxe qui a pris parti pour l'Autriche. Le 16 juin, le conflit a, de fait, commencé.
La Marmora transmet la déclaration de guerre à Vienne le 20 juin 1866 et pour date de début des hostilités le 23 juin. Le 21 juin, les troupes prussiennes sont arrivées aux frontières septentrionales de l'Autriche, tandis qu'à Florence, nommé chef d'état major et remplacé au gouvernement par Bettino Ricasoli, La Marmora est envoyé sur le front. Le 24 juin, il est battu à Custoza. Le 3 juillet, les Prussiens remportent la bataille de Sadowa mettant hors de combat la principale armée autrichienne.

### La médiation française et la fin de la guerre
Le jour avant la bataille de Sadowa, les Autrichiens mettent en œuvre leur deuxième tentative pour briser l'alliance entre l'Italie et la Prusse. Averti de l'imminente catastrophe militaire par le général Benedek, l'empereur d'Autriche François-Joseph, dans la nuit entre 2 au 3 juillet 1866, envisage de céder immédiatement et sans conditions la Vénétie à Napoléon III pour obtenir un armistice avec l'Italie. Après Sadowa, le 4 juillet, il prend la décision qui est communiquée à l'ambassadeur d'Autriche à Paris le soir même.
Napoléon III, qui commence à craindre les succès prussiens, télégraphie le 5 juillet à Victor-Emmanuel II pour lui offrir la Vénétie en échange de la paix avec l'Autriche. En même temps, la nouvelle est divulguée dans le Moniteur.
Le gouvernement italien réagit très froidement à l'initiative de Napoléon III, qui, néanmoins, continue à faire pression sur Victor-Emmanuel II. Pour le premier ministre Bettino Ricasoli, refuser la médiation française est impossible, et il temporise donc, tout en cherchant à poursuivre les opérations de guerre. Offerte aussi à la Prusse, Bismarck accepte la médiation de Napoléon III. Cela conduit à un accord de principe entre l'Autriche et la Prusse, qui établit la création d'une confédération d'Allemagne du Nord, dirigée par la Prusse et l'éviction de l'Autriche de l'ensemble des affaires de l'Allemagne. Après l'acceptation du plan par Vienne et Berlin, la trêve est signée et entre en application.
L'armée italienne occupe la Vénétie, abandonnée par les Autrichiens, et elle converge vers le Trentin. La trêve entre les Autrichiens et les Prussiens est signée le 21 juillet et entre en application le 22 juillet à midi. Le gouvernement italien est informé de l'accord seulement indirectement, par la France. L'Italie, qui est à la recherche d'une victoire militaire, déclare attendre une communication de son allié prussien en réponse aux demandes de paix de Napoléon III. Le 22 juillet, Florence est informé de la défaite navale de Lissa et le lendemain, l'Italie se décide pour la trêve.
L'interruption des hostilités commence le matin du 25 juillet. À cette date, les troupes italiennes occupent une partie du Trentin et le gouvernement italien est soucieux de conserver ce territoire, mais Bismarck s'y oppose affirmant qu'il avait accepté la proposition française de conserver l'intégrité de l'Empire autrichien, à l'exception de la Vénétie. Le ministre italien des Affaires étrangères, Emilio Visconti-Venosta, prend acte de cette situation et reporte la décision de l'armistice. Mais à la suite de la signature des préliminaires de paix entre l'Autriche et la Prusse du 26 juillet, le 29 juillet, l'Italie envoie ses conditions à la France, puissance médiatrice. L'Autriche refuse de céder rien d'autre que la Vénétie et la Prusse refuse de continuer la guerre au côté de l'Italie. Les troupes italiennes dans le Trentin commandées par Garibaldi et Medici sont rappelées et le 12 août, à Cormons, l'armistice entre l'Italie et l'Autriche est conclu, suivi le 13 octobre par le traité de Vienne. Celui-ci établit la cession de la seule Vénétie à l'Italie par l'intermédiaire de la France. La troisième guerre indépendance italienne prend fin et avec elle, l'alliance prusso-italienne,.

## Sources
- (it) Cet article est partiellement ou en totalité issu de l’article de Wikipédia en italien intitulé « Alleanza italo-prussiana » (voir la liste des auteurs).